# Opacz-Kolonia
Opacz-Kolonia (daw. Opacz) – wieś sołecka w Polsce, położona w województwie mazowieckim, w powiecie pruszkowskim, w gminie Michałowice.
1 kwietnia 1939 z Opaczy-Kolonii odłączono Opacz-Parcelę i włączono ją do nowo utworzonej gminy Okęcie (od 1951 część Warszawy).
W latach 1975–1998 miejscowość administracyjnie należała do województwa warszawskiego.

## Linki zewnętrzne

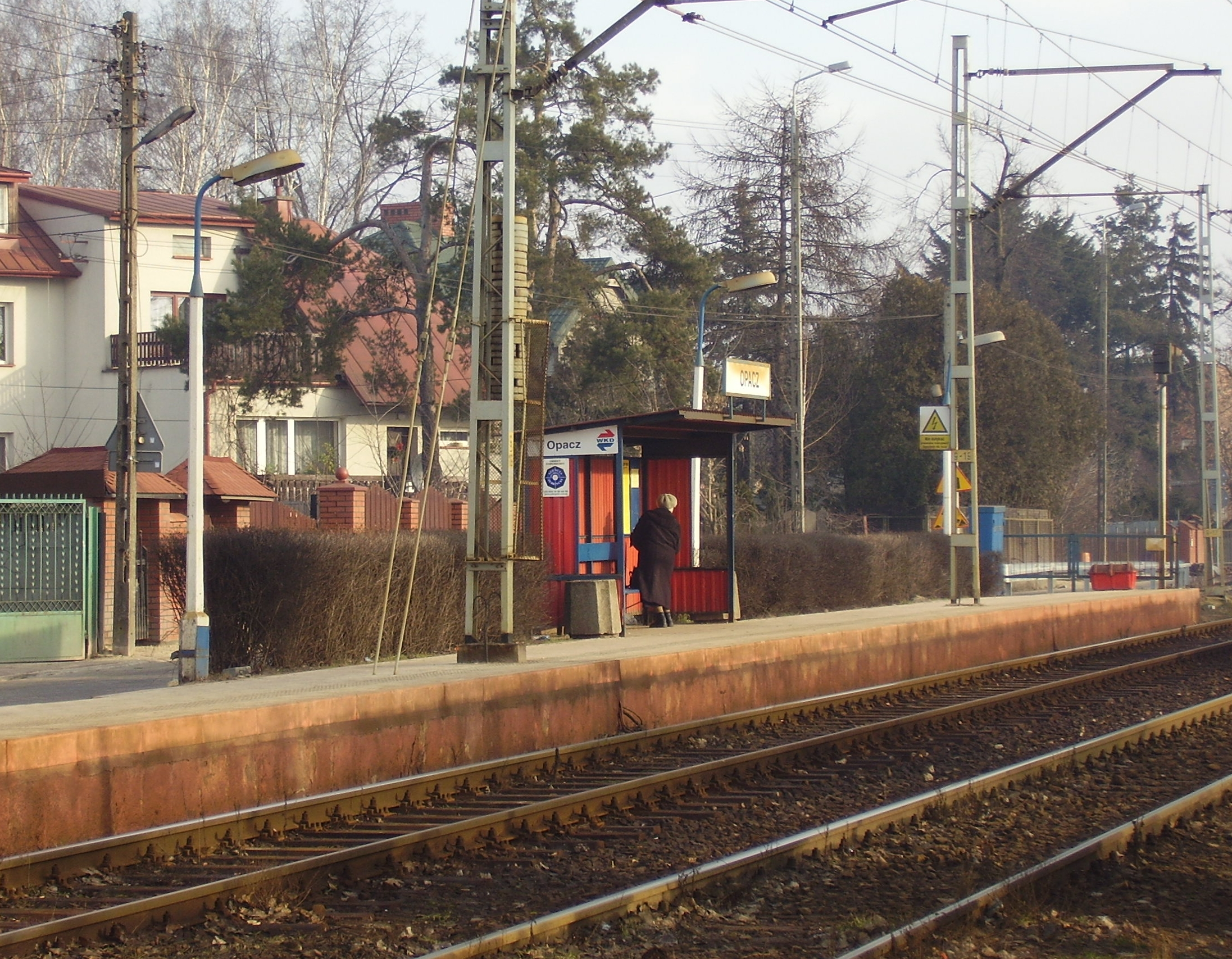
Przystanek Opacz na linii WKD